# Червоний Став (Ізюмський район)
Червоний Став —  село в Україні, у Борівській селищній громаді Ізюмського району Харківської області. Населення становить 9 осіб. До 2020 орган місцевого самоврядування — Ізюмська сільська рада.

## Географія
Село Червоний Став знаходиться на відстані 2 км від сіл Ізюмське, Степове та Дружелюбівка. В селі є невеликий ставок.

## Історія
1685 — дата заснування.
12 червня 2020 року, відповідно до Розпорядження Кабінету Міністрів України № 725-р «Про визначення адміністративних центрів та затвердження територій територіальних громад Харківської області», увійшло до складу Борівської селищної громади.
19 липня 2020 року, в результаті адміністративно-територіальної реформи та ліквідації Борівського району, увійшло до складу Ізюмського району Харківської області.
22 червня 2023 року рішенням №230 Національної комісії зі стандартів державної мови віднесено до списку населених пунктів, які «можуть не відповідати лексичним нормам української мови», зокрема стосуватися «російської імперської чи колоніальної політики». Громаді рекомендовано обґрунтувати доцільність збереження поточної назви або запропонувати нову назву в установленому законодавством порядку.

## Населення

### Мова
Розподіл населення за рідною мовою за даними перепису 2001 року:
| Мова       | Кількість | Відсоток |
| ---------- | --------- | -------- |
| українська | 8         | 88.89%   |
| російська  | 1         | 11.11%   |
| Усього     | 9         | 100%     |

## Економіка
- В селі є молочно-товарна, свино-товарна і вівце-товарна ферми, машинно-тракторні майстерні.

## Об'єкти соціальної сфери
- Школа.
- Клуб.
- Будинок культури.
- Фельдшерсько-акушерський пункт.
- Лікарня.